# 랠프 페두토
랠프 페두토(Ralph Peduto, 1942년 3월 9일 ~ 2014년 5월 12일)는 미국의 극작가, 연극 배우, 텔레비전 배우이다.
저지시티에서 태어났으며 샌타크루즈에서 사망하였다. 사인은 백혈병이다.

## 영화
- 쿵 푸이! (2003년)
- 패치 아담스 (1998년)
- 메트로 (1997년)
- 더 록 (1996년)
- 아빠와 한판승 (1994년)
- 미세스 다웃파이어 (1993년)
- 램버트 부인의 사랑 (1991년)
- 암흑의 차이나타운 (1989년)
- 스플래쉬 2 (1988년)
- 써클 (1986년)